# Inhuca
Inhuca o Nhuca es una localidad de Angola, constituida administrativamente como una comuna del municipio de Buco-Zau en la provincia de Cabinda.
En 2014, la comuna tenía una población de 1780 habitantes.
Se ubica unos 10 km al suroeste de la capital municipal Buco-Zau, junto a la frontera con la República del Congo y a la carretera EN100 que lleva a la ciudad de Cabinda.